# Gaston Geleyn

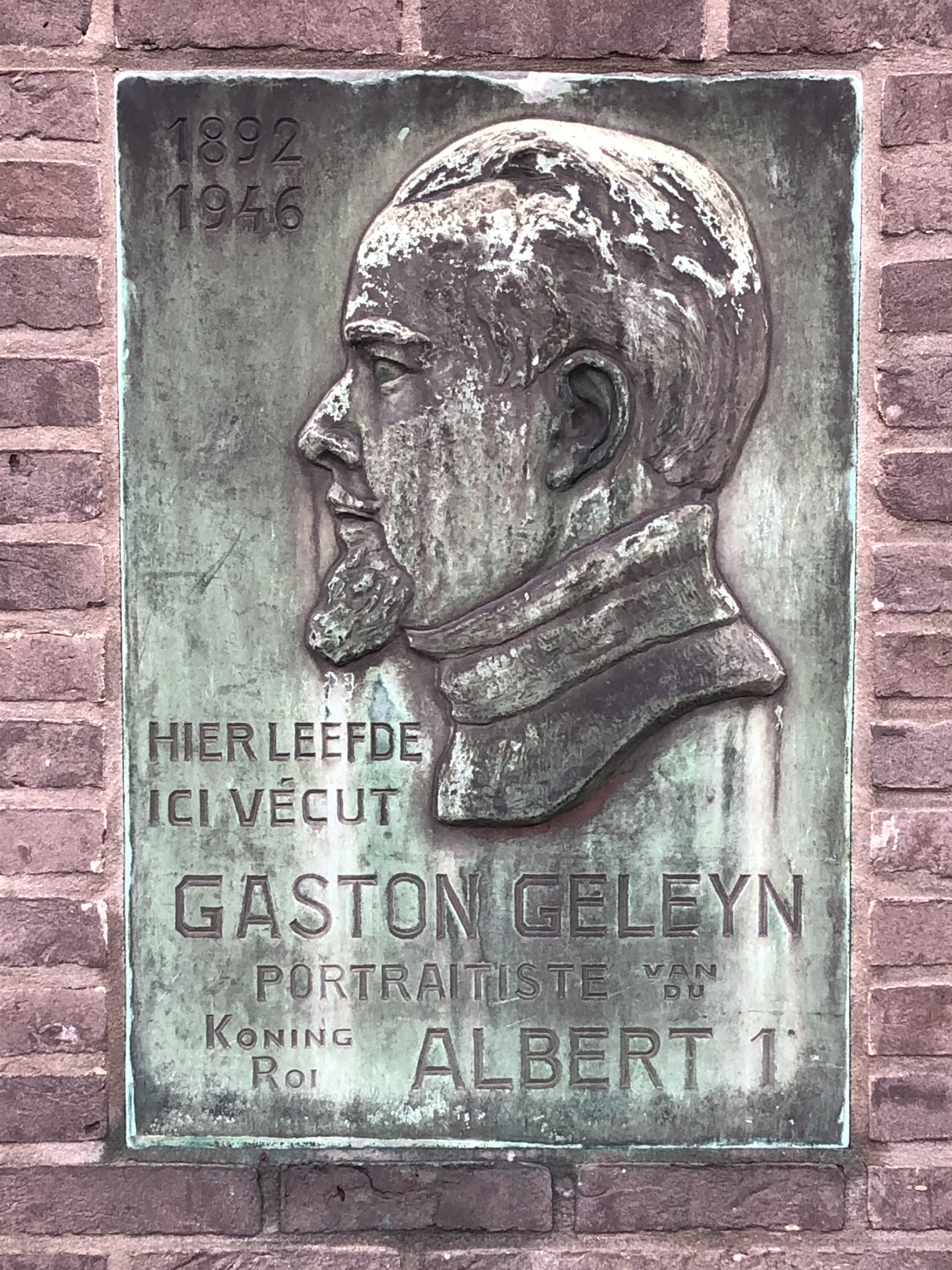
Herdenkingsplaat voor Gaston Geleyn in Grimbergen

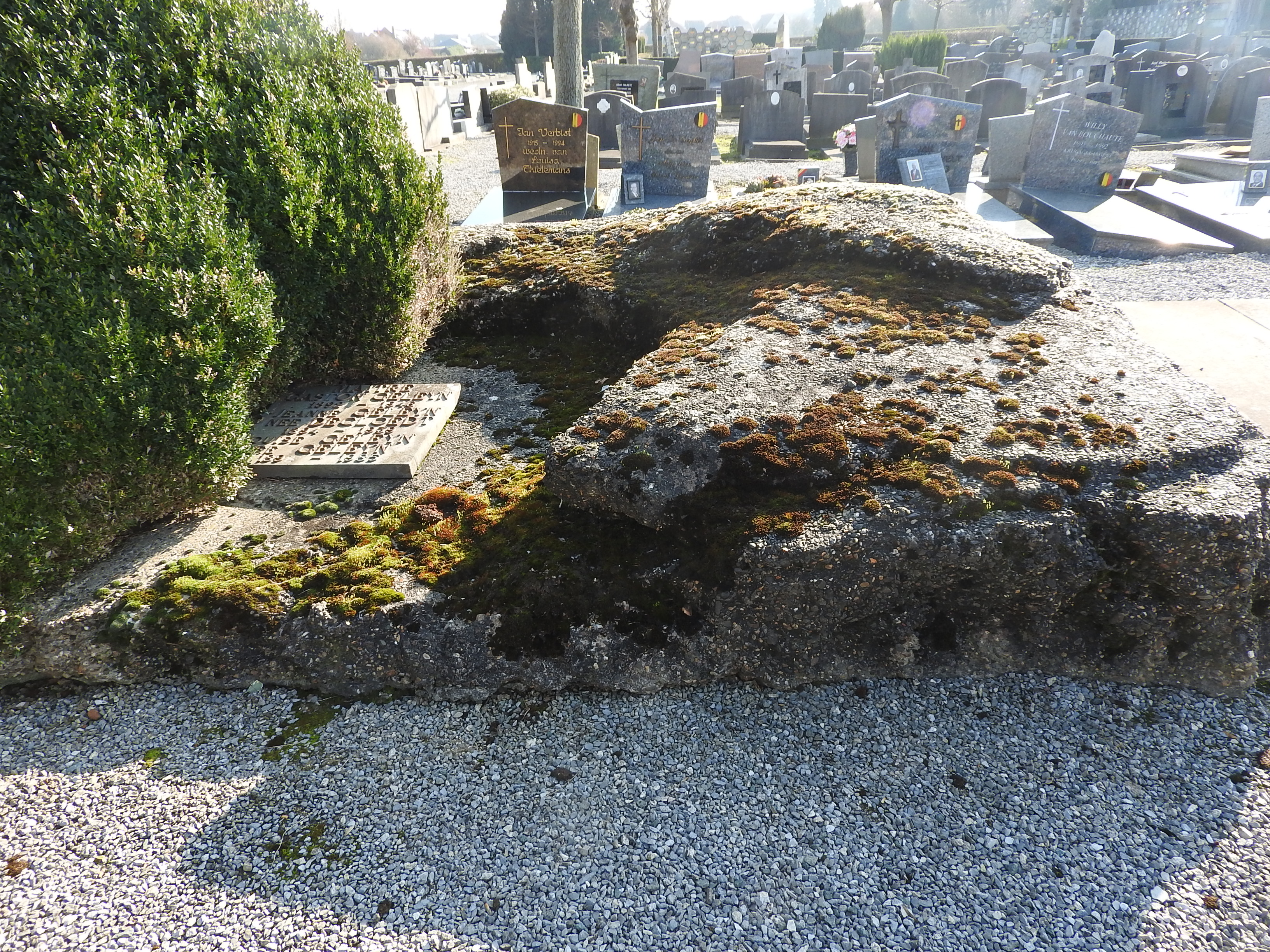
Graf van Gaston Geleyn in Grimbergen

Gaston Geleyn  (Brussel, 1892 - Grimbergen, 1946) was een Belgisch kunstschilder.

## Levensloop
Tot op 16-jarige leeftijd woonde hij bij zijn grootoom in Parijs. Hierna verbleef hij kort in Brussel om uiteindelijk terug te keren naar Parijs en er les te volgen aan de École nationale supérieure des beaux-arts.
Na de Eerste Wereldoorlog reisde hij de wereld rond en verbleef onder andere in de Verenigde Staten, de Maghreb en India. Vanaf 1922 verwierf hij bekendheid met zijn imaginaire maanlandschappen en in 1933 stelde hij voor het eerst tentoon in de Brusselse galerie Giroux. Hij schilderde vooral landschappen, zeezichten, figuren en talrijke portretten, van onder meer koning Albert I en diens schoondochter koningin Astrid.
Geleyn had een atelier in Grimbergen maar ook in Oostende, waar hij voornamelijk zeezichten schilderde.
Hij werd begraven op het kerkhof van Grimbergen.

## Herdenking
In Grimbergen staat er een gedenkplaat op de plaats waar hij zijn atelier had aan de Brusselsesteenweg en werd een straat naar hem vernoemd, de Gaston Geleynstraat.